# Worms (Allemagne)
Pour les articles homonymes, voir Worms.
Worms (Vormatie ou Vormes en français) est une ville et un arrondissement d'Allemagne, située dans le Land de Rhénanie-Palatinat, sur la rive gauche du Rhin et le sud-ouest du pays.
Worms est bien connue comme Nibelungenstadt et Lutherstadt ainsi que pour son Dom (cathédrale) ; elle est un de trois romanischen Kaiserdome avec ceux de Mayence et de Spire. Pour les Juifs, Worms (yiddish : Wermajze, ווירמייזא) est aussi connue comme un des anciens centres de la culture ashkénaze en Allemagne.
Aujourd'hui, la ville est un centre industriel réputé pour son vin local, ses industries chimiques et métallurgiques. À la fin de l'année 2008, la ville comptait 82 040 habitants. Worms est un des principaux sites où se déroulent des exploits narrés dans la Chanson des Nibelungen ; un musée y est consacré.

## Histoire
| Appartenances historiques Duché de Franconie 906-1074 Saint-Empire (Ville libre) 1074-1797 République cisrhénane (Mont-Tonnerre) 1797-1802 République française (Mont-Tonnerre) 1802-1804 Empire français (Mont-Tonnerre) 1804-1814 Grand-duché de Hesse 1815-1918 Empire allemand 1871-1918 République de Weimar 1918-1933 Reich allemand 1933-1945 Allemagne occupée 1945-1949 Allemagne de l'Ouest 1949-1990 Allemagne 1990-présent |

La ville existe avant son invasion par les Romains et sa fortification par Drusus en 14 av. J.-C.. À partir de ce moment, une petite troupe d'infanterie et de cavalerie est mise en garnison et reçoit le nom d'Augusta Vangionum tout en gardant son nom celte de Borbetomagus. La garnison se développe dans la petite ville au plan régulier de castrum romain, avec son forum, ses temples pour les principaux dieux, Jupiter, Junon, Minerve et Mars.
Ville au passé prestigieux, Worms fut, avec Spire et Mayence, une résidence impériale des bords du Rhin.
Au IVe siècle, il y a un évêque dans la ville. Après les invasions des tribus germaniques, Worms devient la capitale des Burgondes après 413. Après 451, les Alamans y règnent et après 496, les Francs.
Les cadres de l'armée de Robert Ier de France et lui-même étaient originaires de Worms.
À partir de Charlemagne c'était une résidence favorite des Carolingiens. Sous l'évêque Burchard (1000-1025), l'enceinte de la ville est achevée.
En 1074, la ville obtient de l'empereur Henri IV une exemption des droits de douane et devient ainsi une ville libre d'Empire.
Une diète d'Empire, réunie par Henri IV, a lieu à Worms en 1076 et proclame la déchéance du pape Grégoire VII.
En 1096, se déroule dans la ville un pogrom anti-juif mené par les croisés d'Emich de Flonheim. Après s'être réfugiés auprès de l'évêque, 800 juifs sont massacrés et certains sont obligés de se convertir au christianisme.
En 1122, un concordat est conclu dans la ville, un accord entre le pape Calixte II et l'empereur Henri V. Cela met fin à la querelle des Investitures.
En 1157, est accordé aux Juifs de Worms, par Frédéric Ier Barberousse, un privilège, confirmation de l'édit accordé par Henri IV en 1090 aux Juifs de Spire et de Worms.
L'empereur Frédéric Barberousse accorde la grande charte de la liberté en 1184. A cette époque, la ville s'agrandit d'un deuxième rempart.
Une alliance défensive entre Philippe de Souabe et Philippe Auguste est signée à Worms en 1198.
Le roi Rodolphe reconnaît la liberté impériale de la ville en 1273. Cependant, l'évêque de Worms conserve également des droits au sein de la ville.
En 1495, une nouvelle diète y a lieu, convoquée cette fois Maximilien, au cours de laquelle l'impôt d'Empire est introduit.
Martin Luther y est convoqué par l’empereur Charles Quint, le 17 avril 1521, au cours d'une nouvelle diète.
La première version anglaise du Nouveau Testament y est éditée en 1526.
En 1689, la ville est presque totalement brûlée par les troupes françaises de Louis XIV.
Le 4 aout 1734, la ville est prise par les Français lors de la guerre de succession de Pologne.
Le 5 octobre 1792, la ville est prise par le général Custine. Elle redevient française en 1795 et le reste jusqu'en 1814, date à laquelle elle est rattachée au Grand-duché de Hesse.

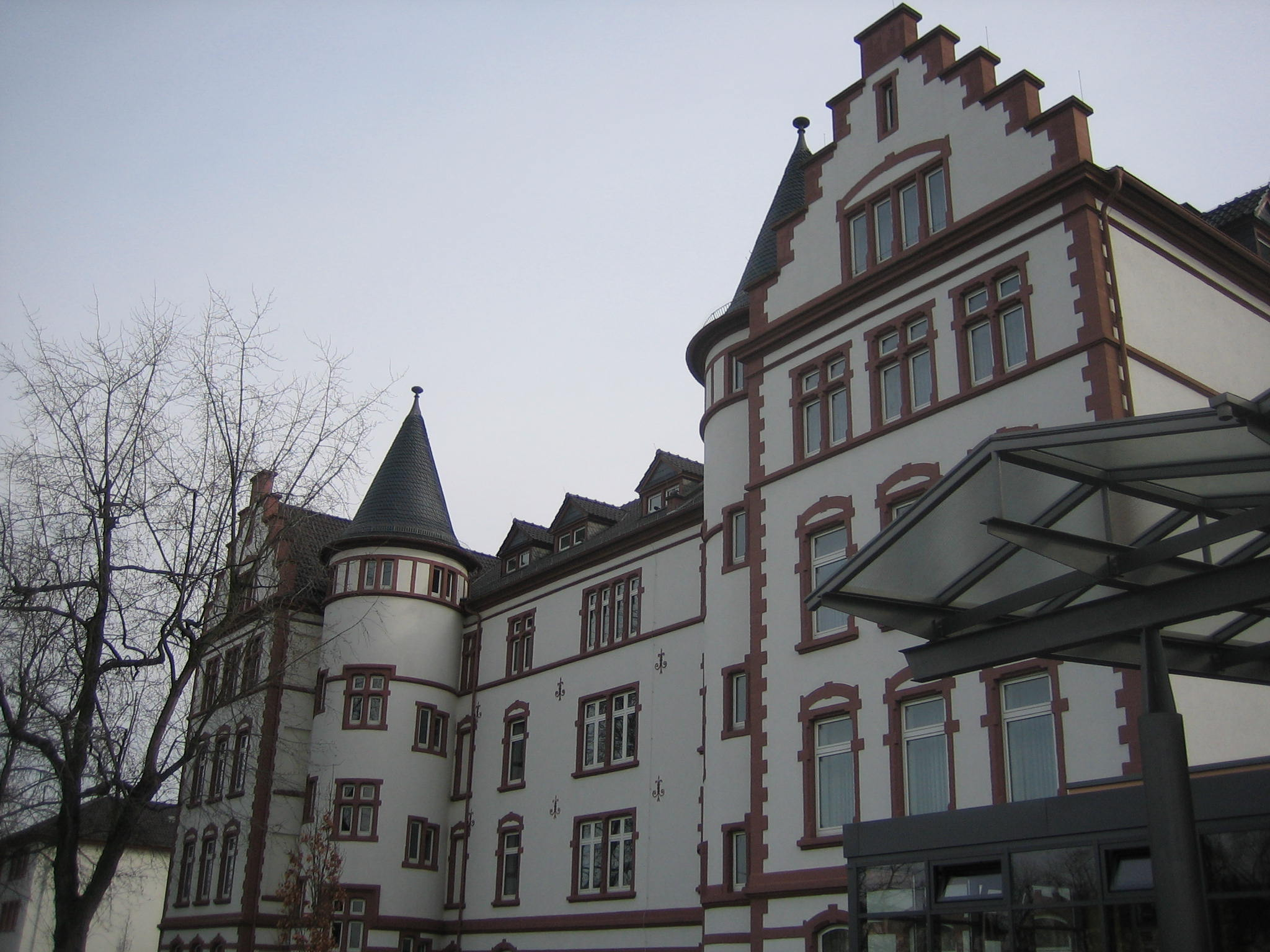
Prinz-Carl-Anlage à Worms (ville) aujourd'hui centre de la culture et des services, construit en 1897-1898 en tant que prince Carl-caserne pour le d'infanterie. Puis (1918-1930) Caserne des Vallière pour le d'infanterie de ligne, puis Caserne des Kemmel (1936-1945). Puis (1945-1951) Quartier Foch.

Après la guerre la caserne des Vallières (anciennement Caserne Prince-Charles du 118e régiment d'infanterie (de)) une fois achevée, est utilisée par le 168e régiment d'infanterie (1918-1930).
Worms est bombardée par la Royal Air Force pendant les derniers mois de la Seconde Guerre mondiale — dans deux raids, les 21 février et 18 mars 1945. Une enquête post-guerre, estime que 39 % de la superficie développée de la ville a été détruite. L'attaque de la RAF le 21 février était destinée à la gare principale, à l'orée de la ville intérieure, et aux usines chimiques du sud-ouest du centre-ville. L'attaque, toutefois, a aussi détruit de vastes zones du centre-ville. Elle a été menée par 334 bombardiers qui, en quelques minutes, ont largué 1 100 tonnes de bombes. La cathédrale de Worms a été parmi les bâtiments endommagés dans l'incendie qui en a résulté.
Dans les bombardements, 239 habitants ont été tués et 35 000 (60 % de la population) se sont retrouvés sans-abri. Au total 6 490 bâtiments ont été gravement endommagés ou détruits. Après la guerre, le centre-ville est reconstruit, le plus souvent dans un style moderne. Depuis l'après-guerre, Worms fait partie du nouvel État de Rhénanie-Palatinat.
Le 21 mars 1945 ,la ville est investie par la 4e division blindée de la III ème Armée américaine.

## Lieux et monuments

### Musées
Le riche patrimoine de Worms se reflète dans ses musées : 
- Museum der Stadt Worms im Andreasstift (musée d'histoire de la ville de Worms)
- Museum Heylshof (musée dans la maison de l'industriel et député de Worms au Reichstag, le baron Cornelius Wilhelm von Heyl zu Herrnsheim)
- Heimatmuseum Worms-Abenheim (musée local)
- Prof. Bertlein Schulmuseum (musée de l'école de la Hesse rhénane)
- Musée juif de Worms (dans la maison de Rachi)
- Heimatmuseum Worms-Horchheim (musée local)
- Musée des Nibelungen de Worms (musée de la Chanson des Nibelungen)
- Le château de Worms-Herrnsheim de la maison Dalberg

### Théâtre
- Das Wormser - Centre culturel et maison de spectacles pour théâtre, concerts, opérette, comédie musicale, ballet et théâtre pour enfants[9]. Après une rénovation et une extension, il a été rouvert le 29 janvier 2011 sous le nom de « Das Wormser ». Auparavant, il s'appelait « Städtisches Spiel- und Festhaus Worms » (de).
- Lincoln Theater Worms - lieu de cabaret, de théâtre pour enfants et de concerts[10]
- Volksbühne Worms - théâtre amateur avec sa propre salle (depuis 1908)[11]
- Nibelungenfestspiele Worms - scène en plein air devant le Wormser Dom[12]

### Édifices religieux
- L'église Notre-Dame de Worms
- La cathédrale Saint-Pierre
- L'église Saint-Paul
- L'église Saint-Martin
- Le couvent dominicain
- La synagogue de Worms et le cimetière juif
- La Magnuskirche (Worms)
- L'église simultanée de Worms-Pfeddersheim

### Monuments profanes
- Le château d'eau
- Le pont des Nibelungen, qui franchit le Rhin
- Monument à la mémoire de Martin Luther
- Haus zur Krone
- École Ernst Ludwig

### Galerie

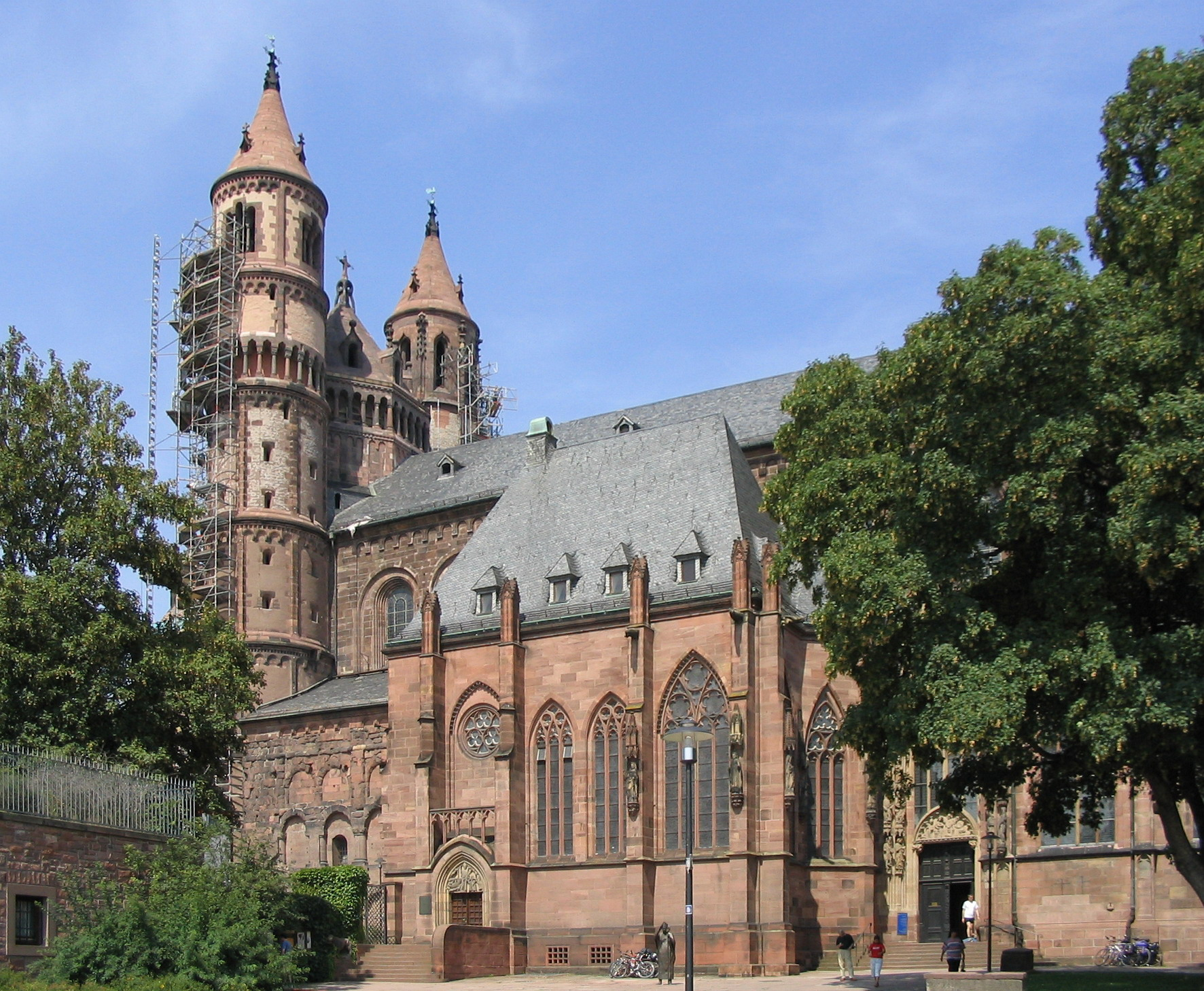
Dom zu Worms.
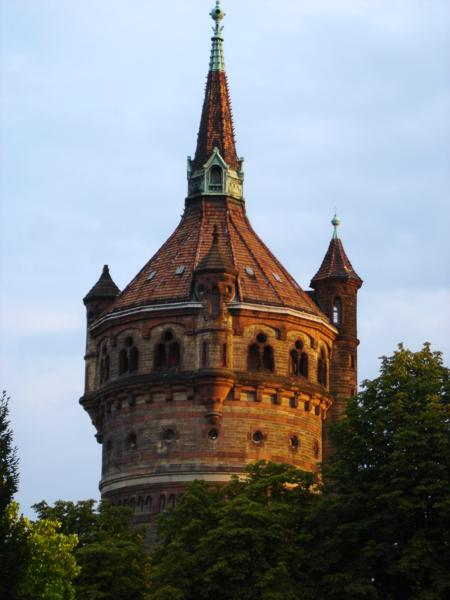
La Wasserturm.
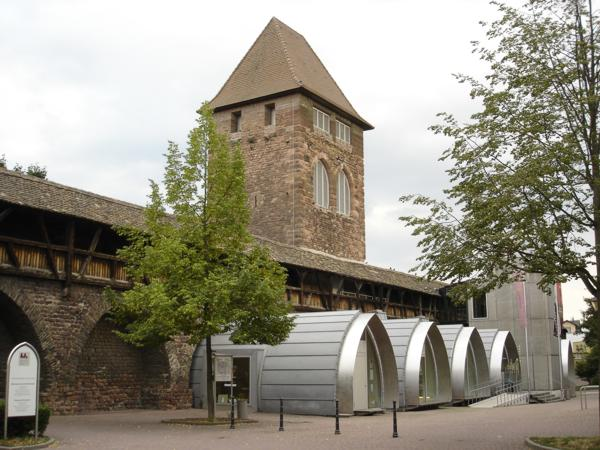
Musée des Nibelungen.
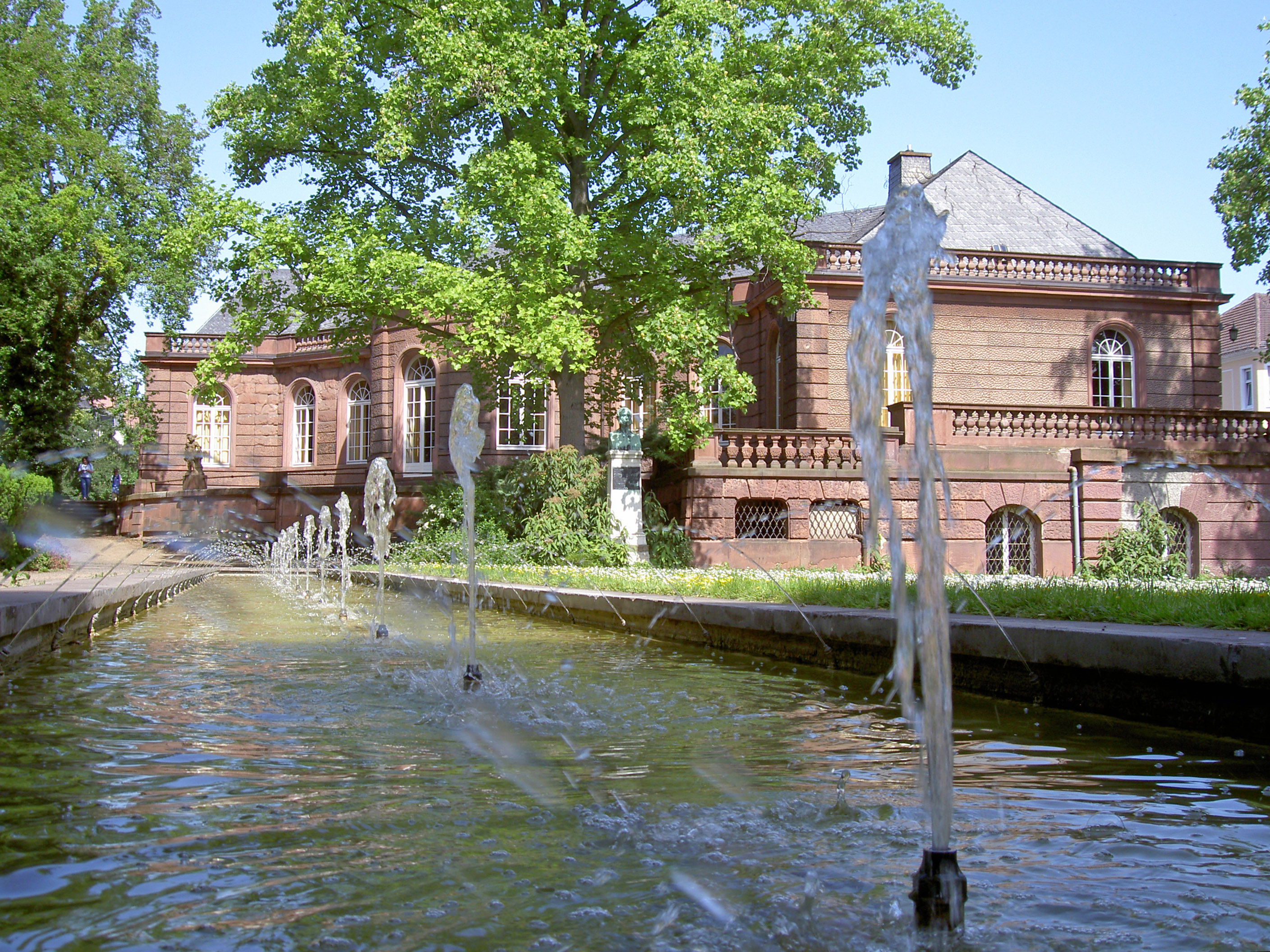
Musée Residence Heyl.
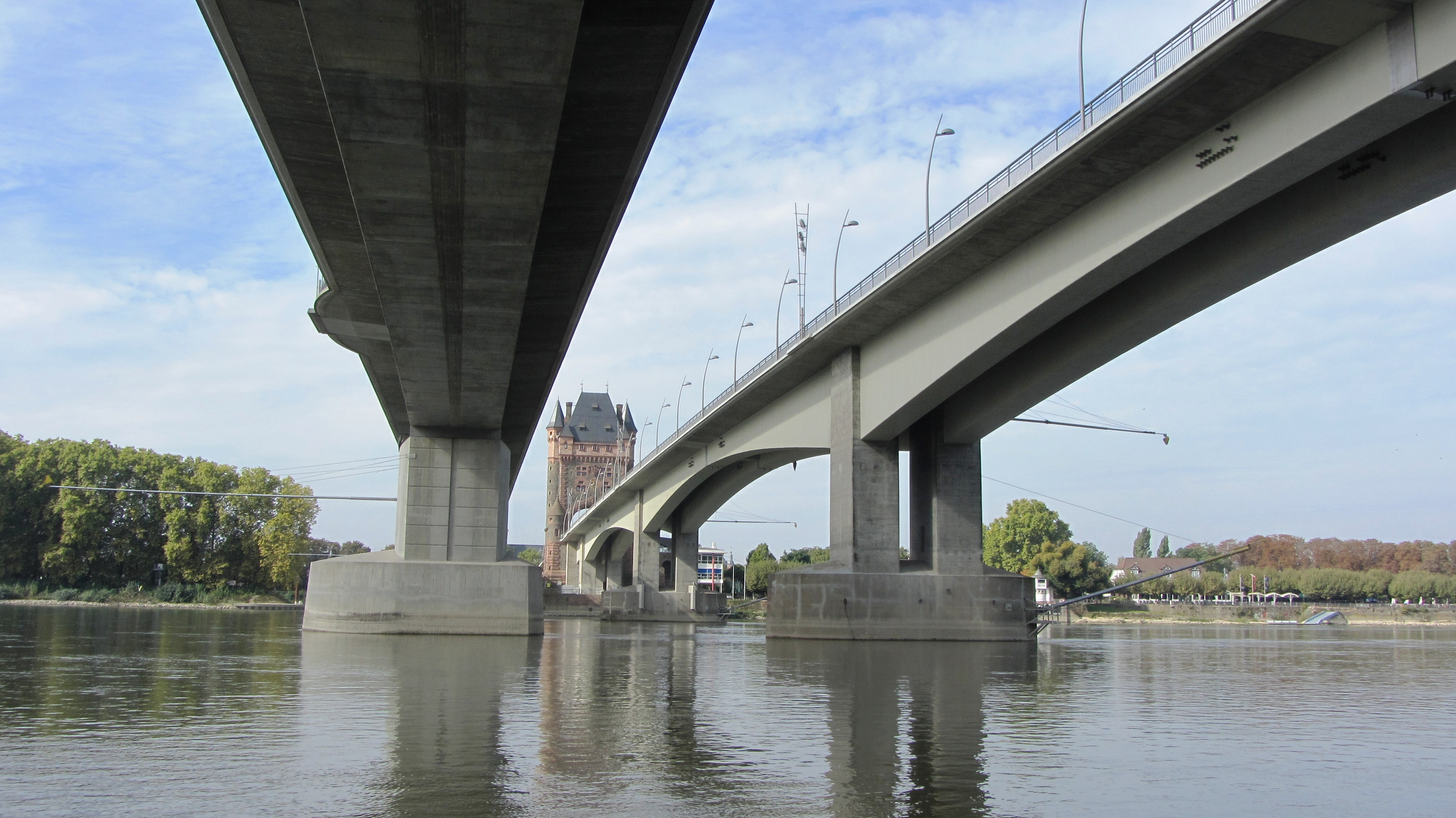
Pont des Nibelungen.
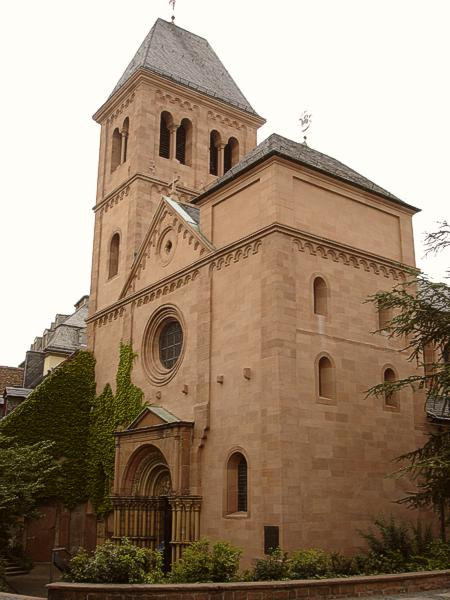
Église Saint-Martin (Worms).
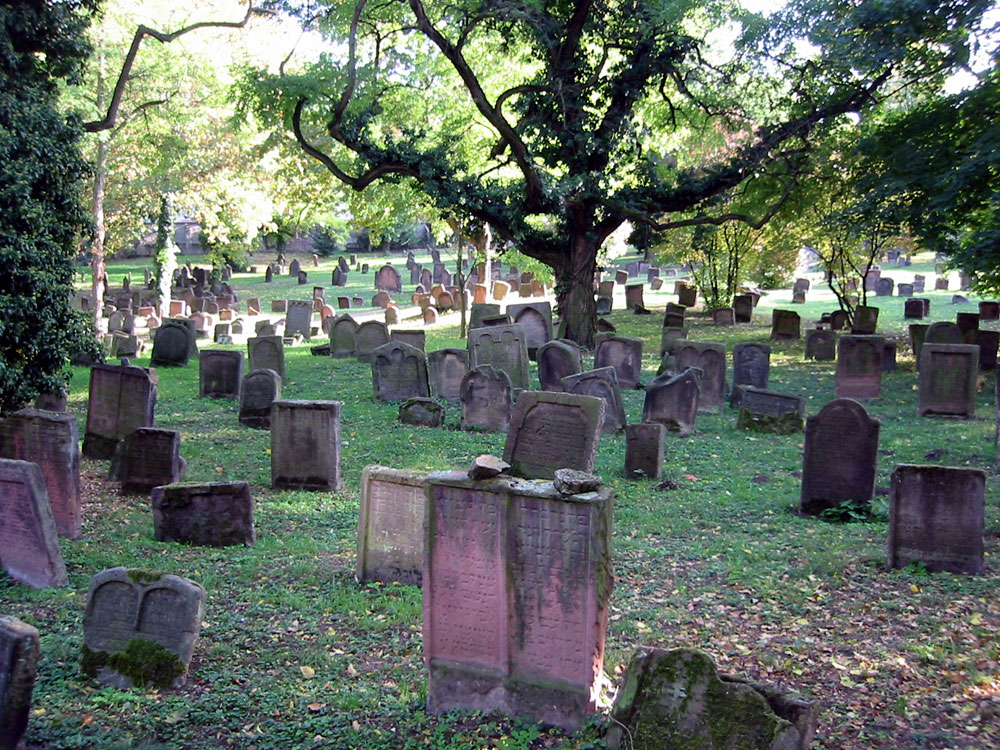
Cimetière juif (Heiliger Sand).
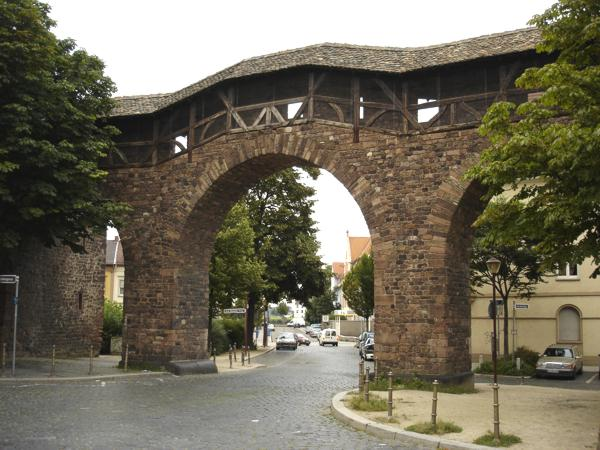
Rempart de Worms.
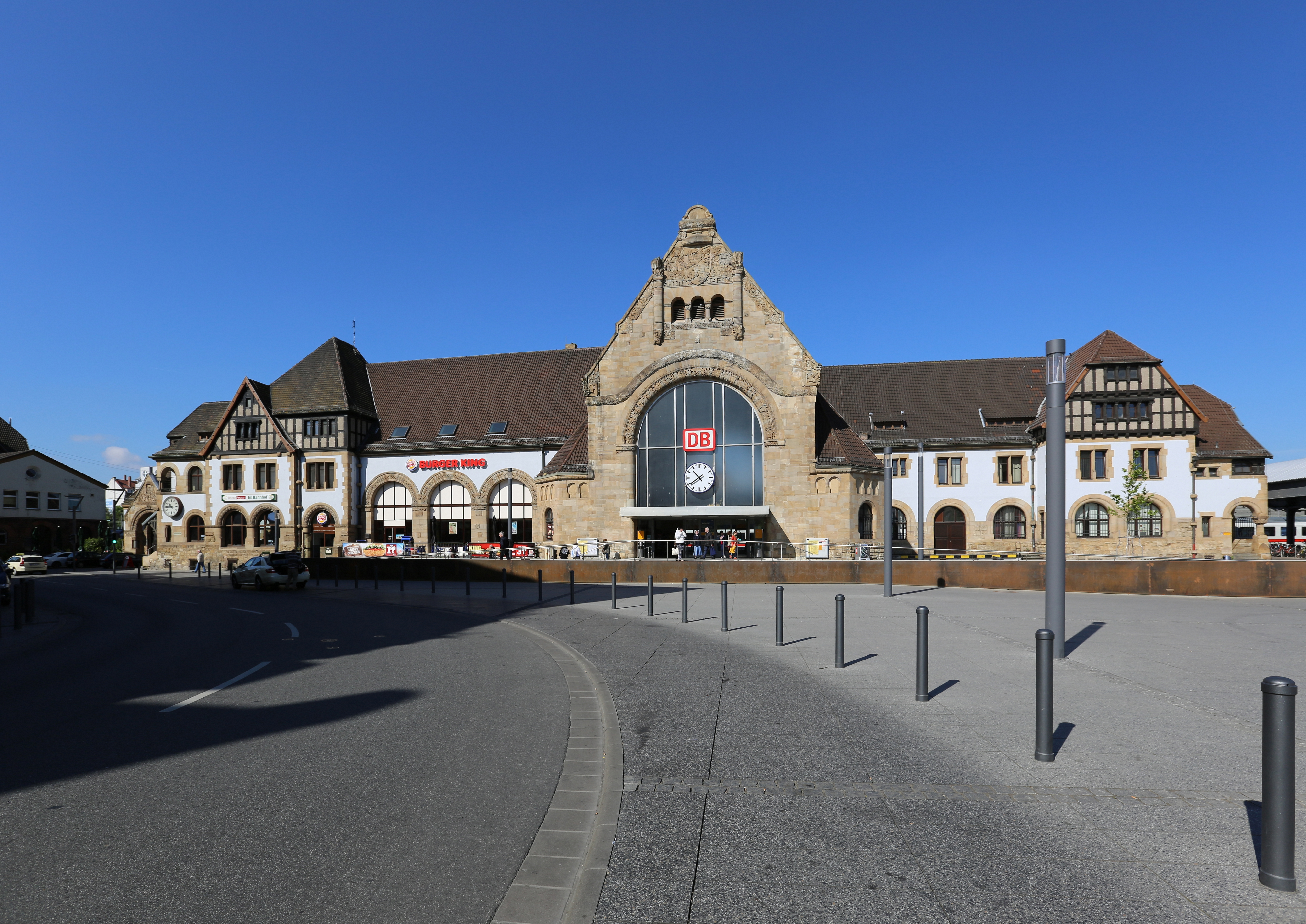
Gare centrale de Worms.
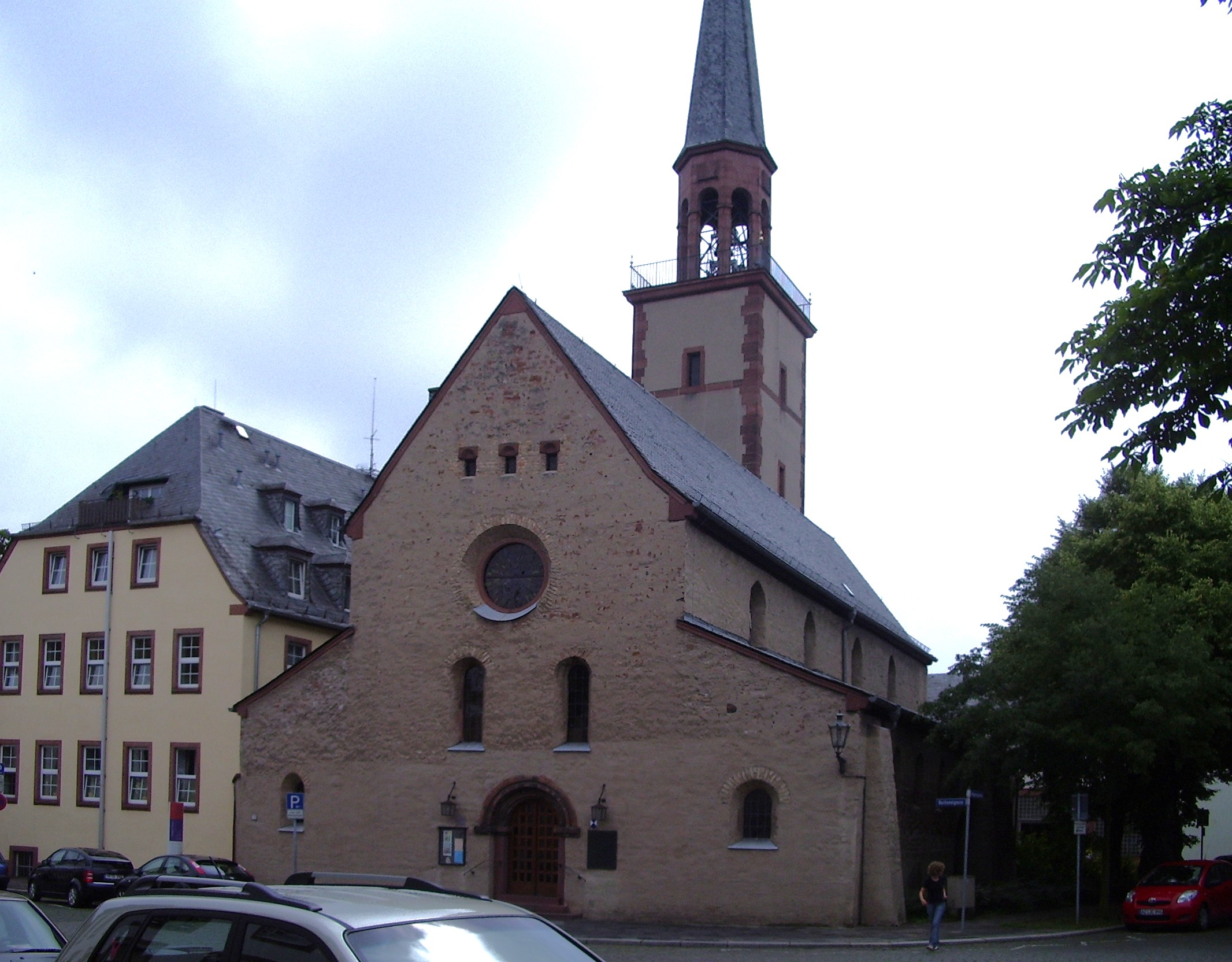
Magnuskirche, à côté de l'Auberge de Jeunesse.

## Administration

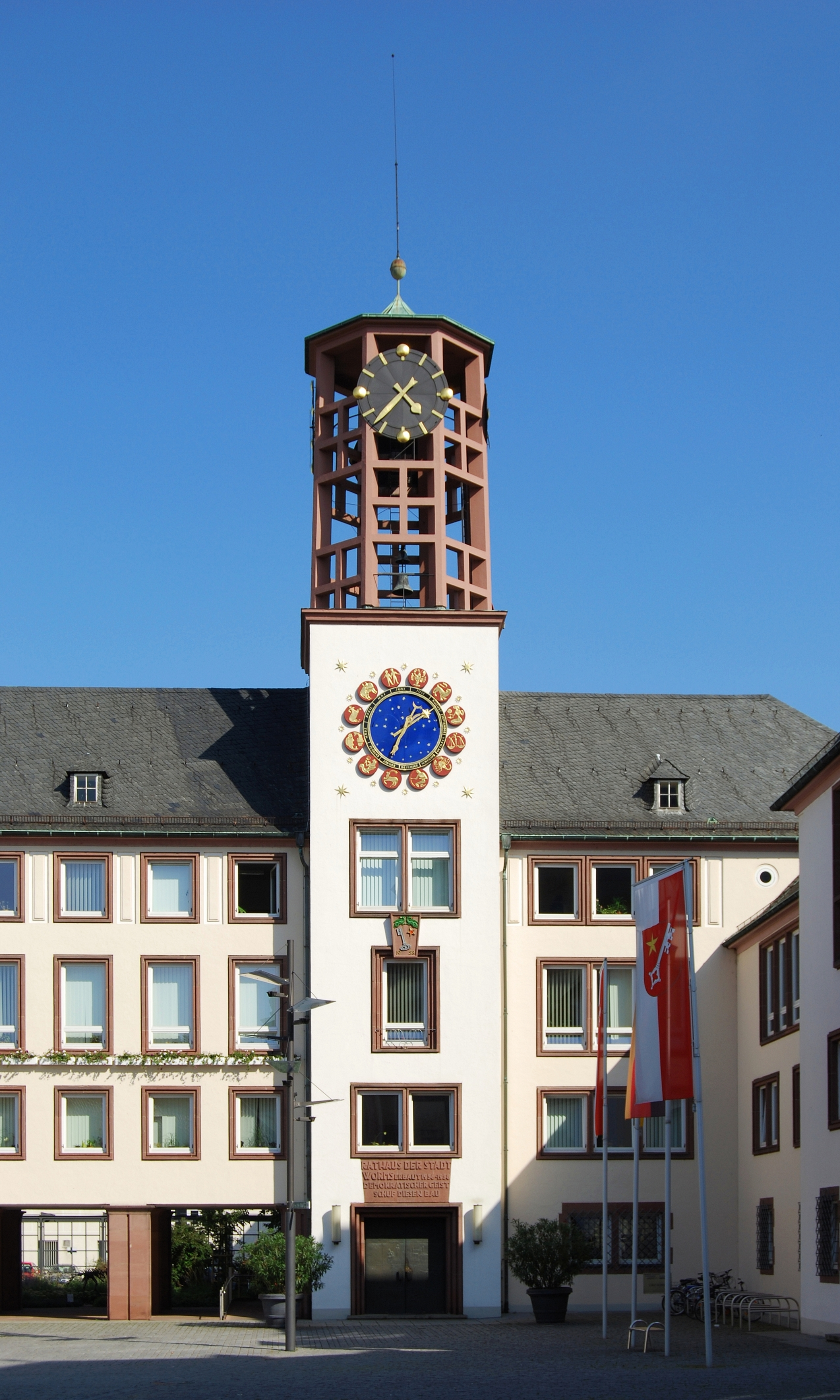
La mairie de Worms.

### Quartiers
La ville de Worms est composée de 13 quartiers à l'identité forte.
- Abenheim (2 744 h[13]), situé à 10 km au nord-ouest
- Heppenheim (2 073 h), situé à 9 km au sud-ouest
- Herrnsheim (6 368 h), situé à 5 km au nord
- Hochheim (3 823 h), situé au nord-ouest du centre
- Horchheim (4 770 h), situé à 4,5 km au sud-ouest de la ville
- Ibersheim (692 h), situé à 13 km au nord
- Leiselheim (1 983 h), situé à 4 km à l'ouest
- Neuhausen (10 633 h), situé au nord du centre
- Pfeddersheim (7 414 h), situé à 7 km à l'ouest
- Pfiffligheim (3 668 h), situé à l'ouest du centre
- Rheindürkheim (3 021 h), situé à 8 km au nord
- Weinsheim (2 800 h), situé à 4 km au sud-ouest de la ville
- Wiesoppenheim (1 796 h), situé à 5,5 km au sud-ouest

### Maires
- Wilhelm Küchler (1882-1898)
- Heinrich Köhler, DVP (1910-1924)
- Wilhelm Rahn, DVP (1924-1933)
- Otto Schwebel, NSDAP (1933-1934, commissaire)
- Heinrich Bartholomäus, NSDAP (1934-1945)
- Dr Ernst Kilb, SPD (1945-1946)
- Christian Eckert, sans étiquette (1946-1949)
- Heinrich Völker, SPD (1949-1967)
- Günter Kuhfuß, SPD (1967-1977)
- Wilhelm Neuss, CDU (1977-1987)
- Gernot Fischer, SPD (1987-2003)
- Michael Kissel, SPD (2003-2019)
- Adolf Kessel, CDU (depuis 2019)

### Jumelages
La ville de Worms est jumelée avec :
- St Albans (Angleterre) depuis 1957
- Auxerre (France) depuis 1968
- Parme (Italie) depuis 1984
- Tibériade (Israël) depuis 1986
- Bautzen (Allemagne) depuis juin 1990
- Mobile (États-Unis) depuis 1998
- Ningde (Chine) depuis octobre 2014

Pfeddersheim, un quartier de Worms, est jumelé avec :
- Nolay (France) depuis 1966

Ibersheim, un quartier de Worms, est jumelé avec :
- Chemellier (France) depuis 2006

Partenariat TANDEM : avec la ville de Metz depuis 2016

## Économie et infrastructure

### Économie
Worms comporte 2 100 entreprises avec 26 600 employés (juin 2001), dont 45 % font la navette.

### Trafic

#### Circulation
Worms est situé entre l’autoroute A61 à l’ouest et la Bundesstraße 9 au sud. Par le Pont des Nibelungen la ville a une bonne liaison vers la Hesse du sud (District de Darmstadt).

#### ÖPNV
Les communes de la région ont formé une association pour le transport public (Öffentliche PersonenNahVerkehr) ; les trains, les trams et les bus sont à disposition pour un seul ticket.

#### Bateaux et avions
Worms dispose sur le Rhin d'un port fluvial, le Hafen Worms, avec deux bassins.
Au sud de la ville il y a un aérodrome, Flugplatz Worms.

### Formation
- Université des sciences appliquées (Hochschule Worms)
- 3 lycées
- 4 collèges (Realschule)
- 14 écoles primaires (Grundschule)

### Médias
Worms connaît plusieurs journaux locaux : Wormser Zeitung, Niebelungen-Kurier, Wormser Wochenblatt. Il y a une télévision locale, le Offener Kanal Worms (de) (OKW).

### Autres
Le Klinikum Worms est un hôpital important dans la région.

## Personnalités liées à la commune
- Héribert de Cologne (* vers 970 ; † le 16 mars 1021), archevêque de Cologne, saint du martyrologe romain, né à Worms
- Burchard de Worms, (né vers 965 et mort le 20 août 1025), évêque et  théoricien du droit canon.
- Morand de Cluny (? - 1115), moine clunisien, saint protecteur de la vigne et du vin, fit ses études à Worms
- Conrad Meit (* 1470/1485 ; † 1550/1551), tailleur d'images, attaché à la maison de Marguerite d'Autriche, né à Worms
- Maximilien-Georges-Joseph Neumayer (1789-1866), général français d'origine allemande, né à Worms
- Philip Delaporte (1868-1928), missionnaire protestant allemand, né à Worms
- Timo Hildebrand (1979-), footballeur international allemand qui évolue au poste de gardien de but, né à Worms
- Jan Metzler, (1981-), membre du Bundestag.
- Hans-Michael Kissel (1942-), sculpteur

- Rachi, maître important du peuple juif

## Littérature
Victor Hugo l'évoque dans ses lettres fictives de récit de voyage Le Rhin (1842).
L'action de la pièce de théâtre Le Diable et le Bon Dieu (1951, Jean-Paul Sartre) se déroule autour de Worms.